# Anoploderomorpha villigera
Anoploderomorpha villigera es una especie de escarabajo longicornio del género Anoploderomorpha, tribu Lepturini, subfamilia Lepturinae. Fue descrita científicamente por Holzschuh en 1991.
El período de vuelo de la especie se presenta durante el mes de marzo.

## Descripción
Mide 8,8-10 milímetros de longitud.

## Distribución
Se distribuye por Tailandia.